# Glòria Pérez-Salmerón
Glòria Pérez-Salmerón (Barcelona, 5 de abril de 1958) es una bibliotecaria española. Fue directora de la Biblioteca Nacional de España y presidenta electa (2015-2017) y presidenta entre 2017 y 2019 de la Federación Internacional de Asociaciones de Bibliotecarios y Bibliotecas (International Federation of Library Associations and Institutions - IFLA). También presidió la Federación Española de Sociedades de Archivística, Biblioteconomía, Documentación y Museística (FESABID) desde 2014 hasta 2018, cargo que ya ostentó en el período 2008-2010.

## Biografía
Nació en Barcelona en 1958. Es licenciada en Documentación por la Universidad de Barcelona y diplomada en Biblioteconomía y Documentación por la Escola Universitària Jordi Rubió i Balaguer de Barcelona. Además obtuvo un posgrado en “Gestión de Bibliotecas”, por la Universidad Pompeu Fabra de Barcelona, y en “Gobierno y Gestión Pública en la Sociedad de la Información: Gobierno electrónico”, por la Pompeu Fabra y la Escola d'Administració Pública de Catalunya.
Fue fundadora y directora, entre 1992 y 2001, de la  Biblioteca Central Urbana Can Casacuberta de Badalona, coordinadora de las bibliotecas de la zona del Barcelonés Norte y delegada de la UNET (UNESCO Model Library Network).
Entre 2001 y 2005 fue la directora técnica de la Red de Bibliotecas Municipales de la Diputación de Barcelona. En 2005 ocupó el cargo de jefa del Servicio de Cooperación Bibliotecaria del Departamento de Cultura y Medios de Comunicación de la Generalidad de Cataluña, desde el que coordinaba el Sistema Bibliotecario de Cataluña.
En 2008, fue elegida presidenta de la Federación Española de Sociedades de Archivística, Biblioteconomía, Documentación y Museística (FESABID), cargo que desempeñó hasta septiembre de 2010, mientras ocupaba el puesto de jefa de la Oficina de Asistencia en Administración Electrónica de la Diputación de Barcelona, en la que gestionaba, entre otros asuntos, el padrón municipal de 268 municipios de la provincia de Barcelona, «la adecuación a la LOPD (Ley Orgánica de Protección de Datos), el desarrollo tecnológico de las Oficinas de Atención al Ciudadano (OAC) y el diseño y mantenimiento de las web de los municipios de la provincia de Barcelona».
Además fue vicepresidenta de The European Bureau of Library, Information and Documentation Associations (EBLIDA) y miembro del Comité de Gestión de The European Library (TEL). En julio de 2010 fue elegida directora de la Biblioteca Nacional de España a propuesta de la entonces ministra de Cultura, Ángeles González-Sinde, previa consulta al Patronato de la BNE. González-Sinde destacó su experiencia en proyectos de digitalización y afirmó que era la persona idónea para llevar a la Biblioteca “de la transición analógica a la digital”.
Como directora de la BNE, elaboró y dirigió las actividades para conmemorar el Tricentenario, de la Institución desde finales de 2011 a finales de 2012, centrado sobre todo en acercar la BNE a la ciudadanía. Durante el tiempo de su dirección también se impulsó la tramitación de la ley 23/2011, de 29 de julio, de depósito legal, y se estudió e inició la tramitación del Real Decreto de Depósito Legal Digital, así como de la implantación de un Repositorio Nacional para recoger este.
Igualmente impulsó la elaboración del Plan Estratégico para el trienio 2012-2014, basado en un programa que se apoyaba en cuatro valores principales: calidad, austeridad, coherencia y vocación de permanencia.
Bajo su gestión, la BNE inició el desarrollo de su proyecto de digitalización sistemática de fondos, que —gracias a un convenio con la empresa Telefónica— preveía la digitalización de 200 000 títulos entre 2008 y 2012. Igualmente, en esos dos años fructificó el proyecto de la Biblioteca Digital del Patrimonio Iberoamericano (BDPI), que se convirtió en realidad en octubre de 2012, durante la Asamblea General de la Asociación de Bibliotecas Nacionales (ABINIA), con el portal de acceso a las colecciones de las bibliotecas digitales americanas.
A finales de 2011, la BNE se incorporó a la Biblioteca Digital Mundial (World Digital Library), contribuyendo con algunas de las obras más importantes de sus colecciones. Impulsó la intranet BNE 2.0 como herramienta de comunicación horizontal, las actividades del Museo de la Biblioteca y la presencia de la BNE en la red a través de su web y redes sociales. Junto a su equipo trabajó para conseguir un estatuto propio de la Biblioteca, que facilitara su autogestión y capacidad de liderazgo.
En enero de 2012, el nuevo gobierno la ratificó en su cargo de directora de la Biblioteca Nacional de España. El 18 de febrero de 2013 fue cesada como directora de la Biblioteca Nacional de España.
Resultó presidenta electa de la Federación de Asociación de Bibliotecarios y Bibliotecas (IFLA) entre 2015 y 2017. Asumió el cargo de presidenta en agosto de 2017, finalizando su mandato en agosto de 2019. El lema propuesto durante este periodo fue «Bibliotecas: motores del cambio» para impulsar cómo los líderes de la biblioteca pueden lograr el cambio trabajando juntos en un campo de biblioteca global y unido y lograr que la IFLA sea una organización participativa e inclusiva, sostenible a largo plazo.
Identificó, como retos futuros para el sector bibliotecario, un marco legal de derecho de autor que sea acorde con los cambios tecnológicos.

## Obra
- Amorós-Fontanals, J., Ontalba-Ruipérez, J., & Pérez-Salmerón, G. La intervenció de la biblioteca pública a Catalunya en les polítiques locals d’informació, 1999. En Item: Revista de biblioteconomia i documentació. COBDC pp.35-60.
- Amorós-Fontanals, J., Ontalba-Ruipérez, J., & Pérez-Salmerón, G. La información local o comunitaria en los servicios de información de las bibliotecas públicas, 2000. En BiD: textos universitaris de biblioteconomia i documentació. Facultat de Biblioteconomia i Documentació. Universidad de Barcelona.
- Pérez-Salmerón, G. "Leer en digital en las nuevas bibliotecas del siglo XXI." En El copyright en cuestión - Diálogos sobre propiedad intelectual, 2011. J. Torres Ripa y J. A. Gómez Hernández (coords.),Bilbao, pp.137-142.
- Gibert Riba, E.; Mulé Cardona, N.; Pérez-Salmerón, G. "Selección y acceso de recursos electrónicos en la Xarxa de Biblioteques Municipals de la provincia de Barcelona". En: Congreso Nacional de Bibliotecas Públicas, 2004, Salamanca, pp.395-402.
- Maniega-Legarda, D., Pérez-Salmerón, G., & Guerrero-Torres, Y. “El Portal de Biblioteques de la Generalitat de Catalunya: un proyecto para los ciudadanos y los profesionales de la biblioteca pública, 2008”. En El profesional de la información. EPI SCP, Barcelona, pp.183-187.
- Pérez-Salmerón, G. “2.0 integral dentro y fuera de la Biblioteca Nacional de España”.Anuario ThinkEPI, 2011, v. 5, pp. 11-12.
- Pérez-Salmerón, G. “Biblioteca pública y accesibilidad”. En Educación y biblioteca, 2003.
- Pérez-Salmerón, G. "Algunas propuestas para propulsar la Administración en línea. La biblioteca pública como portal de acceso al e-government." En: El profesional de la información 12.3 (2003): 226-230.
- Pérez-Salmerón, G. “BNE 2.0” I Seminario Internacional de la Biblioteca de Galicia. Bibliotecas digitales. 7 de abril de 2011.
- Pérez-Salmerón, G. "La Biblioteca Digital de Catalunya, Una aproximació des de la biblioteca pública." En Bibliodoc (2006): 71-100.
- Pérez-Salmerón, G. "La CEPSE, Central de Préstamo y Servicios Especiales de la Generalitat de Cataluña". En: Correo Bibliotecario N.º 98, octubre de 2007.
- Pérez-Salmerón, G; Rivera, E.: "Administración en línea: el sistema de adquisición bibliotecaria". En: Congreso Nacional de Bibliotecas Públicas. Murcia, 2006. pp.472-484.
- Pérez-Salmerón, G.. “Selección cooperativa de webs del Servicio de Bibliotecas de la Diputación de Barcelona”. En: Correo Bibliotecario N.º 76 julio-agosto de 2004.
- Pérez-Salmerón, G. The Spanish BNE project with Telefónica. XII Jornadas Españolas de Documentación. Malága 27 de mayo de 2011.
- Pérez-Salmerón, G. "Todo el saber en el bolsillo”. El País (7 de diciembre de 2010).
- Pérez-Salmerón, G. “Yo biblioteca, tú biblioteca, él biblioteca.” Huelva, 16 de junio de 2011.
- Pérez-Salmerón, G. “La BNE a l’abast de tothom:estratègies per aconseguir-ho” UB Facultat de Biblioteconomia i Documentació Barcelona. 30 de mayo de 2011.

## Premios y reconocimientos
- Fue galardonada con el premio de integrante honoraria, el más alto galardón de IFLA, durante la asamblea general de la asociación por su "impacto y aportes al sector bibliotecario".[28] En su discurso de aceptación hizo referencia al acceso a la información para todas las personas.
- 2021 Medalla de honor de la Federación Española de Asociaciones de Archiveros, Bibliotecarios, Arqueólogos, Museólogos y Documentalistas (ANABAD) por ser «una Bibliotecaria integral, por cuanto ha ejercido su actividad profesional en todos los ámbitos posibles».[29]
- 2023 Medalla de Oro al Mérito en las Bellas Artes.[30]